# Actinidia
Actinidia is de botanische naam van een geslacht van houtige planten, meest klimmend.
Het geslacht telt enkele tientallen soorten, die van nature voorkomen in Oost- en Zuidoost-Azië, van India tot in het Russische Verre Oosten.  Verscheidene soorten worden gekweekt. Het bekendste product is de kiwi.

## Soorten
- Actinidia acuminata Budishchev
- Actinidia arguta (Siebold & Zucc.) Planch. ex Miq.
- Actinidia callosa Lindl.
- Actinidia chengkouensis C.Y.Chang
- Actinidia chinensis Planch.
- Actinidia chrysantha C.F.Liang
- Actinidia cylindrica C.F.Liang
- Actinidia eriantha Benth.
- Actinidia farinosa C.F.Liang
- Actinidia fasciculoides C.F.Liang
- Actinidia fortunatii Finet & Gagnep.
- Actinidia fulvicoma Hance
- Actinidia glaucocallosa C.Y.Wu
- Actinidia grandiflora C.F.Liang
- Actinidia hemsleyana Dunn
- Actinidia henryi Dunn
- Actinidia holotricha Finet & Gagnep.
- Actinidia hubeiensis H.M.Sun & R.H.Huang
- Actinidia indochinensis Merr.
- Actinidia kolomikta (Maxim.) Maxim.
- Actinidia laevissima C.F.Liang
- Actinidia lanceolata Dunn
- Actinidia latifolia (Gardner & Champ.) Merr.
- Actinidia liangguangensis C.F.Liang
- Actinidia lijiangensis C.F.Liang & Y.X.Lu
- Actinidia linguiensis R.G.Li & X.G.Wang
- Actinidia longicarpa R.G.Li & M.Y.Liang
- Actinidia macrosperma C.F.Liang
- Actinidia melanandra Franch.
- Actinidia melliana Hand.-Mazz.
- Actinidia obovata Chun ex C.F.Liang
- Actinidia pentapetala R.G.Li & J.W.Li
- Actinidia persicina R.G.Li & L.Mo
- Actinidia pilosula (Finet & Gagnep.) Stapf ex Hand.Mazz.
- Actinidia polygama (Siebold & Zucc.) Planch. ex Maxim.
- Actinidia rongshuiensis R.G.Li & X.G.Wang
- Actinidia rubricaulis Dunn
- Actinidia rubus H.Lév.
- Actinidia rudis Dunn
- Actinidia rufa (Siebold & Zucc.) Planch. ex Miq.
- Actinidia rufotricha C.Y.Wu
- Actinidia sabiifolia Dunn
- Actinidia sorbifolia C.F.Liang
- Actinidia stellatopilosa C.Y.Chang
- Actinidia strigosa Hook.f. & Thomson
- Actinidia styracifolia C.F.Liang
- Actinidia suberifolia C.Y.Wu
- Actinidia tetramera Maxim.
- Actinidia trichogyna Franch.
- Actinidia ulmifolia C.F.Liang
- Actinidia umbelloides C.F.Liang
- Actinidia valvata Dunn
- Actinidia venosa Rehder
- Actinidia vitifolia C.Y.Wu
- Actinidia zhejiangensis C.F.Liang